# Jacqueline Joubert
Pour les articles homonymes, voir Joubert.
Jacqueline Joubert, pseudonyme de Jacqueline Annette Édith Pierre, née le 29 mars 1921 à Paris, et morte le 9 janvier 2005 à Neuilly-sur-Seine, est une productrice de télévision française, connue pour avoir été une speakerine et une présentatrice de télévision de 1949 à 1967.
Elle a également tourné dans un certain nombre de films de cinéma et de télévision.

## Biographie

### Famille
Son père est le directeur du Trianon Lyrique, à Paris, où on donne des opérettes et des opéras-comiques. Il meurt alors qu'elle a 7 ans.

### Années 1940 - 1970: de la speakerine à la productrice
Après des études au lycée Carnot et au lycée Jules-Ferry à Paris, elle devient secrétaire, puis prend des cours d'art dramatique auprès de Jean Valcourt, qu'elle suit en 1946 pour une tournée théâtrale au Moyen-Orient, puis elle joue dans d'autres pièces.
Elle entre sur concours à la télévision publique (Radiodiffusion-télévision française) en 1949. Pour avoir su parfaitement prononcer « Rachmaninoff, anticonstitutionnellement, Nabuchodonosor, Yehudi Menuhin et Épaminondas », elle est engagée le 3 mai 1949 et présente les programmes pour la première fois le 25 mai 1949. En tant que speakerine, elle doit annoncer les programmes à venir et faire patienter les téléspectateurs en cas de panne technique; elle refuse de dire à la fin de la journée le rituel « Bonsoir Mesdames, bonsoir Mesdemoiselles, bonsoir Messieurs » et préfère dire : « Et maintenant, faites de beaux rêves » ou « Et maintenant, comme disent nos amis belges, rêvez doux ».
En 1959 et 1961, elle présente, depuis Cannes, le Concours Eurovision de la chanson ainsi que la sélection française pour ce concours en 1961.
Sortant rapidement de ce rôle exclusif de speakerine, elle présente l'émission Rendez Vous avec…, dont la première diffusion a lieu le 2 mars 1954, qui accueille des chanteurs connus et également de jeunes talents de la chanson française dont Dalida et Charles Aznavour. Elle cesse d'être speakerine en 1957. En 1966, elle devient productrice et réalisatrice, principalement d'émissions de variétés.

### 1978-1988: l'unité jeunesse d'Antenne 2
Après avoir été directrice des variétés d'Antenne 2, Jacqueline Joubert y prend la tête de l'unité jeunesse en 1973 . C'est dans ce rôle qu'elle découvre et lance l'animatrice Dorothée dans le cadre de Récré A2, mais aussi le dessin animé japonais Goldorak qu'elle n'apprécie pas vraiment, avoue-t-elle plus tard, ou Bibifoc, série française cette fois, dont les débuts se font dans les studios de BZZ Films à Ivry-sur-Seine. Elle compose alors une équipe parmi laquelle on trouve William Leymergie, Cabu, Alain Chaufour, Jacky, François Corbier, Marie Dauphin, Zabou Breitman ou encore Charlotte Kady.
Elle met à l'antenne les émissions Disney Dimanche en 1979, Mambo Satin et Marrons, pralines et chocolats en 1987.
Mais, à la suite du départ précipité de Dorothée sur TF1 à peine privatisée, qui déclenche une brouille avec l'animatrice, elle propose Le Monde magique avec Chantal Goya en 1988 en guise de locomotive pour Récré A2 dont elle confie la présentation principale à Marie Dauphin et Charlotte Kady. Sa dernière création est L'été en baskets entre juin et septembre 1988. Ces émissions prennent fin avec sa démission de l'unité des programmes jeunesse d'Antenne 2 à la fin de cette même saison. Elle devient alors directrice des fictions jeunesse sur Antenne 2 pendant deux ans.
En 1990, l'équipe dirigeante d'Antenne 2 lui demande de passer la main à une personne plus jeune et de prendre sa retraite, même si elle souhaite se lancer sur de nouveaux projets. Alors âgée de presque 70 ans, cette mise à la retraite est un passage difficile pour elle, mais elle se retire à Neuilly-sur-Seine. Elle apparaît toutefois dans quelques téléfilms et un film de Claude Lelouch.
En 2018, elle inspire le personnage de Christine Beauval dans la série télévisée Speakerine diffusée sur France 2.

### Famille
Mariée en 1953 au journaliste Georges de Caunes, Jacqueline Joubert est la mère d'Antoine de Caunes et la grand-mère de l'actrice Emma de Caunes. Elle se remarie brièvement avec le producteur de téléfilms Jacques-Philippe Lagier.

## Animatrice de télévision
- 1949-1957 : speakerine (RTF)
- 1952-1960 : émission La Joie de vivre (RTF)
- 1954-1965 : émission Rendez-vous avec... (RTF), (ORTF)
- 1958-1959 : émission Avec le sourire (RTF)
- 1959, 1961 : Concours Eurovision de la chanson (RTF)
- 1966-1967 : émission Temps présents (ORTF)

## Théâtre
- 1957 : Ne faites pas l'enfant de Roger Feral, mise en scène Michel de Ré, Théâtre de l'Ambigu
- 1960 : Madame, je vous aime de Serge Veber, mise en scène Guy Lauzin, Théâtre Daunou

## Filmographie

### Cinéma
- 1948 : Parade du rire de Roger Verdier
- 1950 : Méfiez-vous des blondes d'André Hunebelle (non créditée, dans le rôle d'une dactylo)
- 1951 : Chacun son tour d'André Berthomieu (une speakerine)
- 1952 : Paris chante toujours de Pierre Montazel (dans son propre rôle)
- 1955 : Casse-cou, mademoiselle également distribué sous le titre Ah ! quel coureur de Christian Stengel (Madame Evrard)
- 1958 : Clara et les Méchants également distribué sous le titre Bourreaux d'enfants de Raoul André (Mme de Badoul)
- 1959 : Secret professionnel de Raoul André (la femme du peintre)
- 1960 : Première Brigade criminelle de Maurice Boutel (Joëlle)
- 1996 : Hommes, femmes, mode d'emploi de Claude Lelouch (une secrétaire)

### Télévision

#### Téléfilms
- 1963 : Quelques pas dans les nuages de François Gir
- 1965 : Mon filleul et moi de Jean Laviron
- 1993 : Commissaire Dumas d'Orgheuil de Philippe Setbon (Diane Delauney)
- 1995 : Le Groom de Paul Racer (Alba)

## Publication
- Lettre à Emma ; Jacqueline Joubert ; Paris, Hachette, 1980, (OCLC 7092835)